# 花海馬
花海馬為輻鰭魚綱棘背魚目海龍魚科的其中一種，分布於西北太平洋的日本及朝鮮半島海域，體長可達8公分，屬肉食性，以小型甲殼類為食，卵胎生。
花海馬又叫Sindonis海马，全身都有发达的触须形态的突起，名字是根据1901年首次发现这一类海马的学者Sindonis而命名的。
主要分布在日本静冈县到东京的南部地区沿岸，但韩国国立公园管理工团2013年6月12日发布消息，不久前在全罗南道丽水市三山面多岛海海上国立公园巨文岛前海，首次发现花海馬，身长10cm。